# Tatort: Die Frau an der Straße
Die Frau an der Straße ist ein Fernsehfilm aus der Krimireihe Tatort. Es ist der achte Fall der Düsseldorfer Ermittler Flemming, Koch und Ballauf und die 295. Tatortfolge. Der vom Westdeutschen Rundfunk produzierte Beitrag wurde am 14. August 1994 auf Das Erste zum ersten Mal gesendet. Flemming und sein Team haben es mit dem Mord an einer für psychisch krank gehaltenen Frau und Unregelmäßigkeiten in einer Klinik zu tun.

## Handlung
Assistent Ballauf eröffnet seinem Chef Flemming, dass er gekündigt hat, um nach Kanada auszuwandern. Am Abend nimmt Flemming bei strömendem Regen auf der Landstraße eine junge Frau mit, sie sagt aus, Streit mit ihrem Mann gehabt zu haben und einfach aus dem Wagen gestiegen zu sein, Flemming sagt zu, sie in die nächste Ortschaft mitzunehmen. Unterwegs werden sie bei einer Polizeisperre angehalten, Flemmings Kollegen fahnden nach einer jungen Frau, die aus einer Klinik verschwunden ist und dringend ärztlicher Hilfe bedarf. Da sich Flemming als Hauptkommissar ausweist, lassen ihn die Beamten ohne weitere Überprüfung fahren, Flemming spricht sie auf die Fahndung an, sie gibt zu, aus der Klinik von Dr. Dernheim geflohen zu sein. Sie war dort wegen einer Fehlgeburt in psychiatrischer Behandlung gewesen, aber nur mit Psychopharmaka ruhig gestellt worden, nun wolle sie zu ihrer Schwester nach München. Flemming nimmt Alice Rains mit zu sich nach Hause und kontaktiert heimlich ihren Mann Friedhelm, der wiederum Dr. Dernheim verständigt. Alice fragt Flemming, warum er ihren Mann und den Arzt verständigt hat, bevor sie von diesem sediert und mitgenommen wird.
Flemming geht Alice nicht aus dem Kopf, er besucht sie daher ein paar Tage später in der Klinik. Dort wurde auch Jan van Eyck, ein junger Anwalt aus der Kanzlei ihres Mannes, eingeliefert. Alice erzählt Flemming, dass van Eyck in Spanien von einem flüchtigen Autofahrer überfahren und schwer verletzt wurde. Alice bedankt sich bei Flemming für seine Hilfe ein paar Tage zuvor, sie werde in einer Woche aus der Klinik entlassen und möchte Flemming dann zum Essen einladen. Abends ruft Alice verzweifelt Flemming an, jemand hatte den Beatmungsschlauch von van Eyck abgezogen, offensichtlich wollte jemand ihn umbringen, kurz darauf wird die Leitung von dem Unbekannten unterbrochen. Flemming eilt zur Klinik, doch Dr. Dernheim erklärt ihm, dass Alice einen psychotischen Schub gehabt habe, sie sei nun ruhig gestellt worden, der Arzt zeigt dem Beamten van Eyck, der nun wohl außer Lebensgefahr sei. Ein paar Tage später findet Flemming zufällig die Todesanzeige van Eycks, er ist noch in derselben Nacht verstorben. Flemming sucht mit Koch Friedhelm Rains auf, dort sehen die Beamten auch Dr. Dernheim. Rains erklärt, dass seine Frau sehr krank sei, van Eyck habe bei ihm nur unspektakuläre Fälle bearbeitet, einen Anschlag auf van Eyck schließt er aus, den Besuch Dr. Dernheims erklärt er damit, dass er Justiziar des Trägervereins von Dernheims Klinik sei.
Flemming verschafft sich erneut Zutritt zur Klinik und spricht mit der sedierten Alice, diese erzählt ihm vom abgetrennten Beatmungsschlauch, dann allerdings kommt Dr. Dernheim hinzu und unterbricht das Gespräch. Dernheim und Pfleger Freimut erzählen Flemming, dass Alice Freimut während des Telefonats attackiert hätte, sie zeigen den Beamten Freimuts angeblich von Alice zugefügten Gesichtsverletzungen. Am nächsten Tag sucht Schwester Paula aus Dernheims Klinik Flemming auf, er solle Alice Rains aus der Klinik abholen, sie hätte ausdrücklich nach ihm verlangt. Dass Freimuts Verletzungen von Alice stammen, glaubt Paula nicht, sie bittet Flemming um Stillschweigen. Flemming holt Alice unter Protest von Dr. Dernheim aus der Klinik zu sich nach Hause. Am nächsten Morgen ist Alice mit Flemmings Wagen verschwunden, auf einem Zettel kündigt sie an, bald zurück zu sein. Während Alice in Abwesenheit ihres Mannes in dessen Kanzlei einen Brief van Eycks an ihren Mann an sich nimmt, erfährt Flemming vom befreundeten Arzt Dr. Frantz, dass Dernheims Klinik kurz vor dem Konkurs steht. Dr. Dernheim zitiert Flemming zu sich, Flemming beauftragt Koch, zu seiner Wohnung zu fahren und Alice in Empfang zu nehmen, falls sie zurückkommt. Als Koch Flemmings Wohnung betritt, liegt Alice tot im Wohnzimmer, offensichtlich hat sie sich mit Flemmings Waffe selbst erschossen. Koch trifft zufällig Ballauf, dessen Emigration nach Kanada ist gerade gescheitert, da er von Frau und Kindern verlassen wurde, Koch bittet ihn um Hilfe, Ballauf nimmt Undercover eine Stelle in der Klinik Dernheims an.
Flemming wird unterdessen auf Betreiben von Dr. Dernheim und Friedhelm Rains vom Dienst suspendiert. Ballauf findet in der Klinik heraus, dass den Patienten dort heimlich Morphium gespritzt wird, ein Patient kollabiert kurz darauf vor den Augen Ballaufs, Ballauf nimmt eine der Ampullen mit zu seiner ehemaligen Kollegin Koch. Kurz darauf stellt Ballauf zudem fest, dass der Pfleger Freimut selbst morphiumabhängig ist, Schwester Paula macht Dr. Dernheim auf das Fehlen von Ampullen aufmerksam, Dernheim sieht keinen Grund zur Beunruhigung. Ballauf lässt sich später von Schwester Paula im Auto mitnehmen, deren Bremsen wurden manipuliert, Ballauf kann gerade noch einen Unfall verhindern. Paula zeigt ihm einen anonymen Drohbrief, den sie tags zuvor erhalten hatte, sie sei zu neugierig. Flemming trifft am Grab von Alice auf deren Schwester aus München, er erzählt ihr, dass er nicht an Selbstmord glaube, er hatte seine Waffe weggeschlossen, sein Versteck sei aufgebrochen worden. Alice hatte nicht wissen können, wo Flemming seine Waffe aufbewahrt, Dr. Dernheim und Friedhelm Rains schon, da Flemming seine Waffe bei deren Besuch vor ihren Augen weggeschlossen hatte. Alices Schwester sagt aus, dass ihr Schwager alles versucht habe, um Alice unter Kontrolle zu halten, das Kind, das Alice erwartet hatte, war aber nicht von ihm, sondern von seinem jungen Angestellten Jan van Eyck.
Ballauf hat unterdessen das gesamte Morphium an sich genommen, Freimut braucht seine Dosis und droht Dr. Dernheim, ihn auffliegen zu lassen, doch Dr. Dernheim nimmt ihn nicht ernst. Ballauf stellt Freimut das Morphium in Aussicht, wenn er ihm gestehe, was er weiß. Er berichtet, dass Dr. Dernheim Geld der Klinikstiftung ins Ausland geschafft habe, er hätte längst Konkurs anmelden müssen, Rains hätte davon gewusst. Koch kann Dr. Dernheim am Flughafen abfangen, als dieser sich mit einem Koffer Bargeld in die Schweiz absetzen will. Flemming sucht in dessen Abwesenheit Rains‘ Kanzlei auf, er kann dort ermitteln, was auch schon Alice herausgefunden hatte – nämlich, dass Friedhelm Rains nach Málaga geflogen war und Jan van Eyck dort mit dem Auto überfahren hatte. Flemming sucht Rains auf, der gerade vergeblich versucht, Dr. Dernheim vor der Untersuchungshaft wegen Konkursbetrugs zu bewahren. Er konfrontiert ihn damit, dass nur er und Dernheim wussten, wo er seine Waffe versteckt hielt, auch gibt Dernheim zu, dass er auf Rains‘ Bitten hin Flemming am Todestag von Alice zu sich bestellt hatte, damit Alice Flemming nicht zu Hause antrifft. Dernheim gibt weiterhin zu, dass Rains während van Eycks Tod in der Klinik anwesend war, Rains gesteht schließlich die beiden Morde. Flemming und Koch verabschieden schließlich ihren ehemaligen Kollegen Ballauf doch noch nach Kanada.

## Hintergrund
In mehreren Szenen sind fiktive Schlagzeilen zu sehen, die auf erste Seiten der real existierenden Düsseldorfer Zeitung Express (deutsche Zeitung) gedruckt sind.
Koch findet Ballauf, während sie im Nachtleben der Altstadt (Düsseldorf) ermittelt. In dieser Szene trägt ein Kellner ein T-Shirt der real existierenden Heavy-Metal-Kneipe Papidoux, die seit 1985 in der Liefergasse beheimatet ist.

## Rezeption

### Einschaltquoten
Die Erstausstrahlung des Tatort Die Frau an der Straße am 14. August 1994  wurde in Deutschland insgesamt von 9,10 Millionen Zuschauern gesehen und erreichte damit einen Marktanteil von 31,40 %.

### Kritiken
Die Kritiker der Fernsehzeitschrift TV Spielfilm beurteilen die Folge positiv, sie meinen, sie sei „solide und feinfühlig“ und biete „einige Raffinessen“. Sie resümierten: „Spannende Story im Weißkittel-Milieu.“